# Planidio

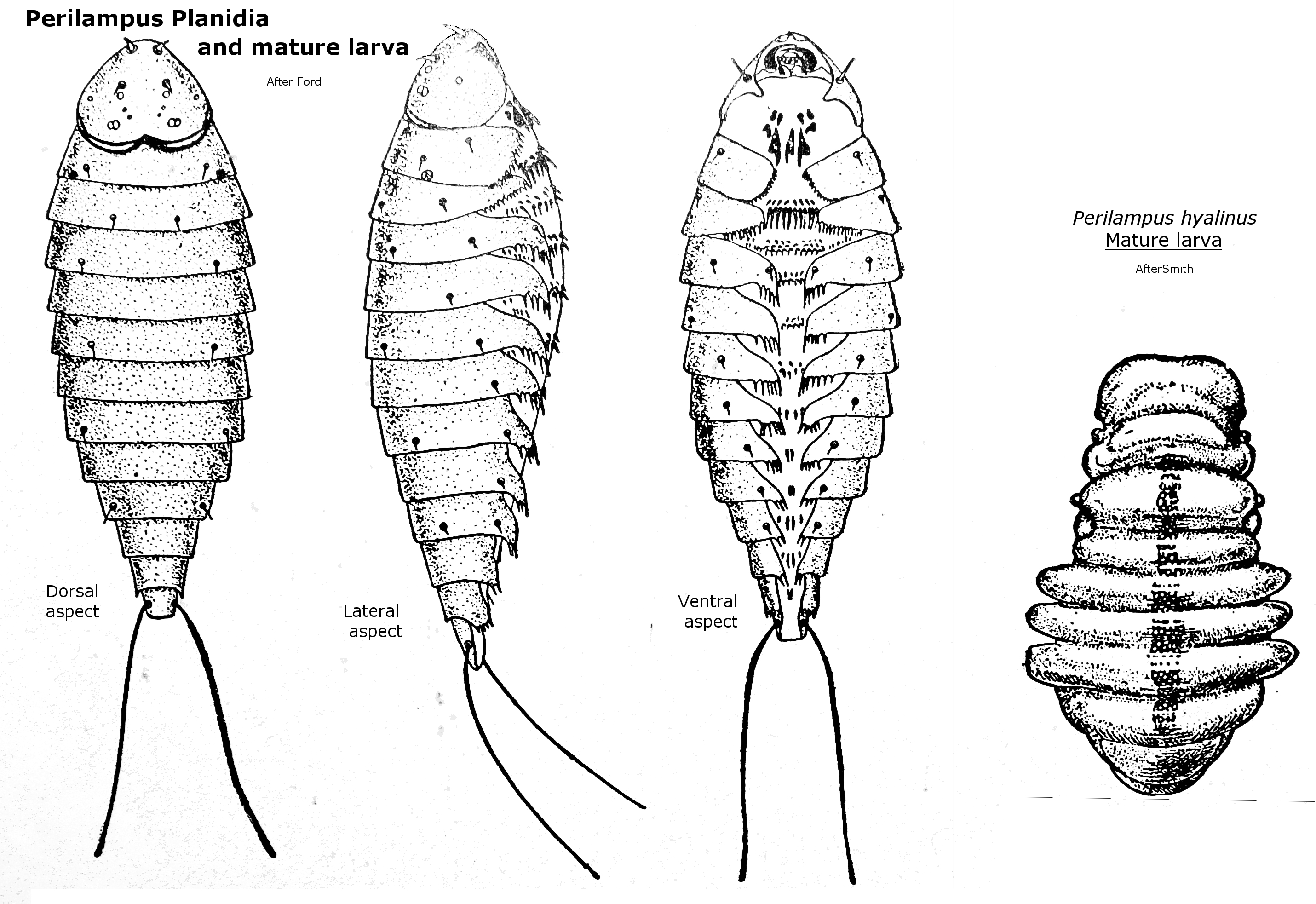
Planidios y larva de una avispa parasitoide de la familia Perilampidae

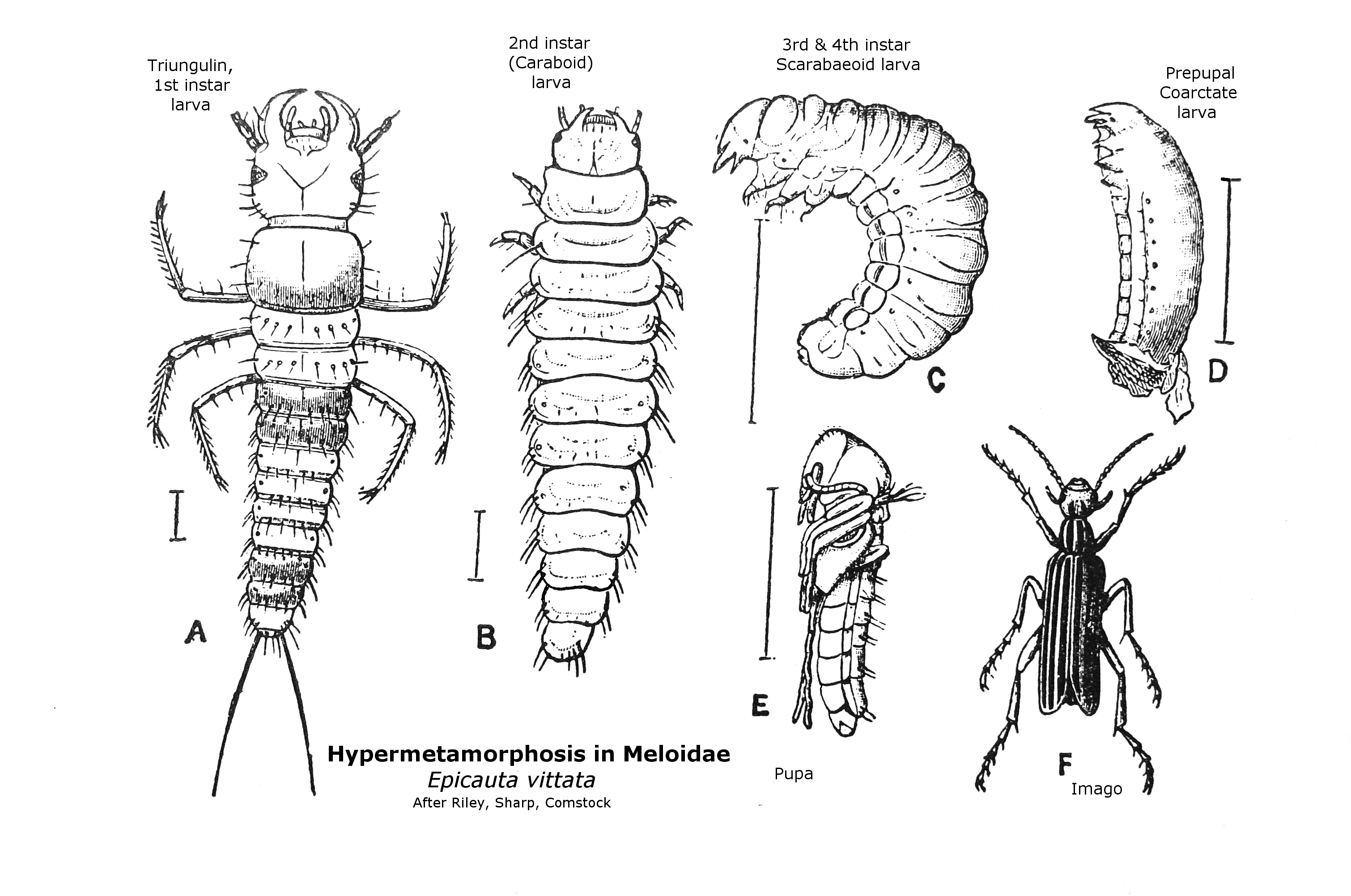
"Triungulino" o planidio, y otros estadios larvales de un escarabajo de la familia Meloidae
A - Triungulino.
B – Estadio larval 2.
C - Estadio larval 3.
D - Prepupa.
E - Pupa.
F – Imago.

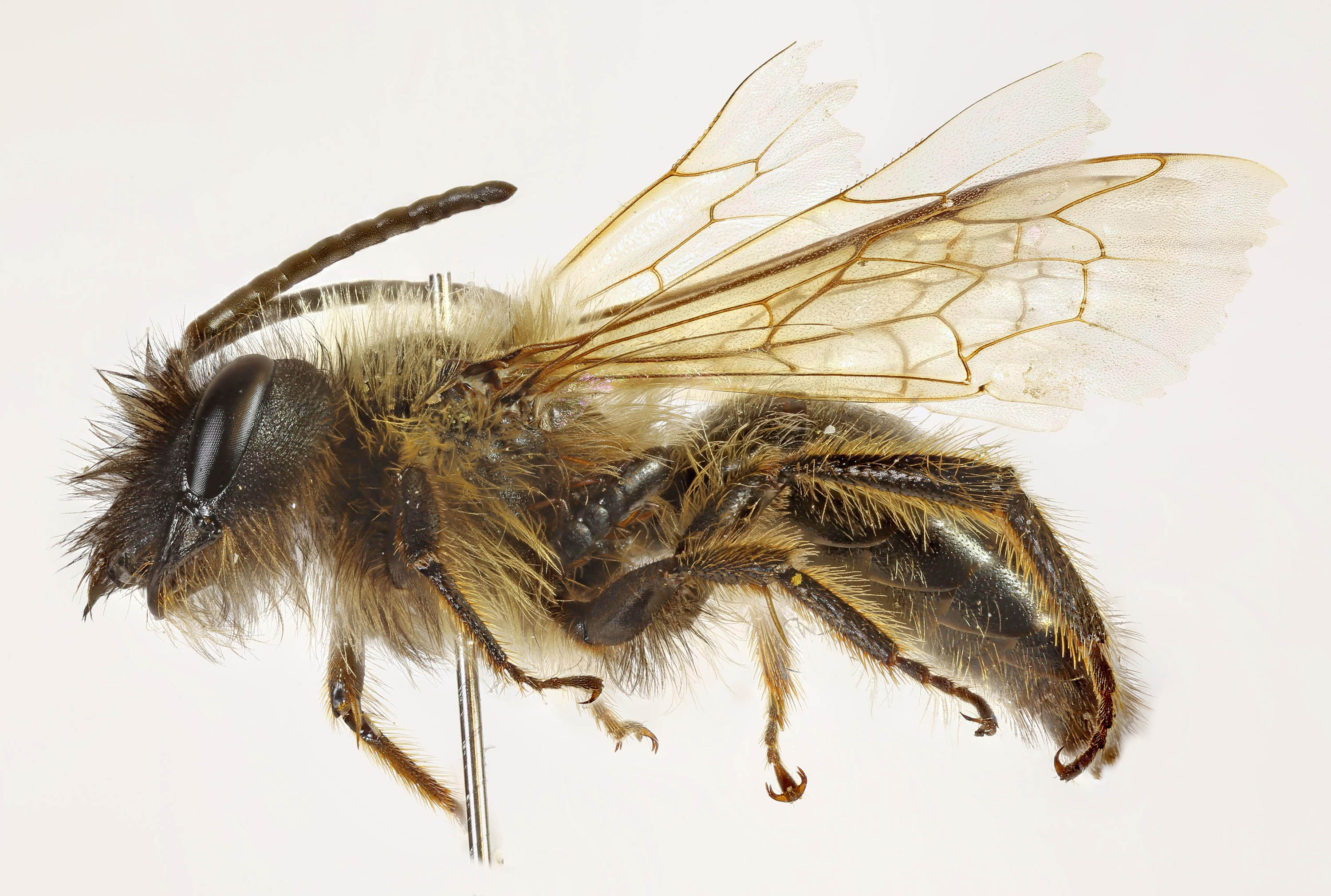
Andrena nigroaenea con planidio de Meloe violaceus.

Un planidio es una forma especializada del primer estadio de una larva de insecto que ocurre en varias familias de insectos con vida parasitoide. El término "planidio" deriva del griego πλανής (planis), que quiere decir vagabundo. Generalmente un planidio es achatado, con fuerte esclerotización, tiene patas funcionales u otros medios de locomoción, y es muy móvil. Algunas especies tienen ojos, otras no. La función del estadio de planidio es encontrar un huésped para parasitar. Los estadios subsiguientes se alimentan de ese huésped, generalmente hasta el estadio de pupa.

## Función
Algunos miembros de varios órdenes, incluyendo Neuroptera, Hymenoptera, Coleoptera, Strepsiptera y Diptera presentan este tipo de larvas. Por ejemplo la familia Mantispidae de los neurópteros, las familias Meloidae y Ripiphoridae de escarabajos y las familias Acroceridae, Bombyliidae, Nemestrinidae y Tachinidae de dípteros Ejemplos de himenópteros con planidios son las familias de avispas parasíticas Eucharitidae y Perilampidae. Todos los miembros del orden Strepsiptera tienen planidios.

## Comportamiento
En algunas especies las larvas planidias esperan que pase un huésped, en otras lo buscan activamente. En muchas especies los planidios recurren a foresis en que usan a un insecto intermediario como transporte o vector para llegar a su huésped habitual.
Un ejemplo de foresis son los planidios de escarabajos del género Meloe que forman un grupo que produce feromonas similares a las de abejas hembras. Cuando llega un macho, atraído por las feromonas, lo montan y esperan a que copule con una hembra. Entonces pasan a la hembra y así llegan al nido donde parasitan a las larvas.
Ordinariamente los planidios mudan inmediatamente que entran al cuerpo del huésped o a su nido. Algunas especies postergan su desarrollo hasta que la larva haya crecido. Cuando efectúan la primera muda o ecdisis cambian de forma abandonando su esclerotización y las estructuras que les permiten movilidad, como ojos y patas. Las reemplazan con una forma más simple y más eficiente para el crecimiento. Este proceso suele ser llamado hipermetamorfosis.